# Det fantastiska äktenskapet
Det fantastiska äktenskapet (franska: Le Beau Mariage) är en fransk långfilm från 1982 i regi och manus av Eric Rohmer, med Béatrice Romand, André Dussollier, Féodor Atkine och Arielle Dombasle i rollerna.

## Rollista
| Béatrice Romand   | – Sabine                |
| André Dussollier  | – Edmond                |
| Féodor Atkine     | – Simon                 |
| Arielle Dombasle  | – Clarisse              |
| Huguette Faget    | – Maryse, antikhandlare |
| Thamila Mezbah    | – Sabines mamma         |
| Sophie Renoir     | – Lise                  |
| Hervé Duhamel     | – Frédéric              |
| Pascal Greggory   | – Nicolas               |
| Virginie Thévenet | – Bruden                |